# Lecacis platypennis
Lecacis platypennis är en insektsart som beskrevs av Pieter D. Theron 1982. Lecacis platypennis ingår i släktet Lecacis och familjen dvärgstritar. Inga underarter finns listade i Catalogue of Life.